# Кампу-Гранде (Португалія)
Кампу-Гранде (порт. Campo Grande; МФА: [ˈkɐ̃.pu ˈgɾɐ̃.dɨ]) — парафія в Португалії, у муніципалітеті Лісабон. Розташована в західній частині країни, на теренах історичної португальської провінції Ештремадура. Входить до складу округу Лісабон. За адміністративним поділом, чинним до 1976 року, терени парафії були складовою провінції Ештремадура. Належить до Лісабонського патріархату Католицької церкви. Патрон — Три царі. Площа — 2,4490 км². Населення — 10514 ос. (2011). Сильно урбанізований регіон. Густота населення — 4293,18 осіб/км²
. Код — 110609.

## Географія

Райони Лісабона
Зони Лісабона

## Населення
| Кількість мешканців | Кількість мешканців | Кількість мешканців | Кількість мешканців | Кількість мешканців | Кількість мешканців | Кількість мешканців | Кількість мешканців | Кількість мешканців | Кількість мешканців | Кількість мешканців | Кількість мешканців | Кількість мешканців | Кількість мешканців | Кількість мешканців |
| ------------------- | ------------------- | ------------------- | ------------------- | ------------------- | ------------------- | ------------------- | ------------------- | ------------------- | ------------------- | ------------------- | ------------------- | ------------------- | ------------------- | ------------------- |
| 1864                | 1878                | 1890                | 1900                | 1911                | 1920                | 1930                | 1940                | 1950                | 1960                | 1970                | 1981                | 1991                | 2001                | 2011                |
| 1 316               | 1 376               | 1 962               | 2 209               | 2 985               | 4 398               | 8 294               | 9 122               | 31 294              | 18 900              | 15 032              | 14 653              | 12 146              | 11 148              | 10 514              |